# Abarbarea
Abarbarea werd in de Ilias van Homerus genoemd als een Naiade. Ze was de moeder van Aesepus en Pedasus. Zij kreeg deze zonen samen met Bucolion, de oudste maar buitenechtelijke zoon van de Trojaanse koning Laomedon. 
In andere bronnen komt Abarbarea niet als persoon voor, maar als de naam van een klasse van nimfen (Abarbareaden).